# Naturligt semantisk metasprog
Naturligt Semantisk Metasprog (NSM) er en betydnings-baseret lingvistisk teori, der ser betydning som nøglen til forståelse af sproglige fænomener. I modsætning til andre semantiske teorier søger NSM ikke at beskrive og klassificere, men at gengive ords betydninger i et simplere sprog. Denne tilgang - reduktiv parafrase - udgør grundlaget for semantiske eksplikationer, en analytisk praksis, hvor ord og andre betydningskonventioner bliver forklaret via universelle semantiske primitiver, dvs. simple, ikke-definerbare ord-betydninger som verdens sprog har til fælles. Tilsammen udgør de semantiske primitiver et slags meget basalt, men maksimalt ekspressivt mini-sprog, der kan bruges til at analysere mere komplekse betydningskonventioner. NSM kan betragtes som en kognitiv lingvistisk teori, og mange NSM-analyser fokuserer på forholdet mellem sprog og kognition, og forholdet mellem sprog og kultur.

## Baggrund
NSM er udviklet af lingvisterne Anna Wierzbicka (fra Australian National University) og Cliff Goddard (fra Griffith University, Brisbane). Wierzbickas bog Semantic Primitives fra 1972 regnes for det første bidrag til NSM semantikken som et nyt semantisk paradigme. NSM-udgivelser har bidraget væsentligt til udviklingen af leksikalsk semantik, grammatisk semantik og fraseologisk semantik, samt kulturpragmatik. Forskningen har inddraget en lang række sprog, blandt andre engelsk, dansk, russisk, polsk, fransk, spansk, malaysisk, japansk, kinesisk, koreansk, ewe og east cree. Gruppen af NSM-forskere tæller også Bert Peeters, Zhengdao Ye, Felix Ameka, Marie-Odile Junker, Carsten Levisen, Jock Wong, Anna Gladkova, Adrian Tien, Helen Bromhead, Sophia Waters, og Carol Priestley.

## Eksterne link
- https://www.griffith.edu.au/humanities-languages/school-humanities-languages-social-science/research/natural-semantic-metalanguage-homepage Arkiveret 3. august 2016 hos  Wayback Machine